# HIV
Virus gây suy giảm miễn dịch ở người hay HIV là hai loài Lentivirus (phân nhóm của retrovirus) xâm nhiễm cơ thể người. Qua thời gian, chúng gây hội chứng suy giảm miễn dịch mắc phải (AIDS), tình trạng mà hệ miễn dịch ngày càng suy yếu cho phép ung thư và các loại nhiễm trùng cơ hội phát triển. Nếu không điều trị, thời gian sống sót trung bình của người nhiễm HIV ước tính từ 9 đến 11 năm, phụ thuộc vào loại virus. Trong hầu hết trường hợp, HIV là lây nhiễm qua đường tình dục xảy ra bởi việc tiếp xúc hay truyền máu, dịch Cowper, tinh dịch, và dịch âm đạo. Nghiên cứu chỉ ra HIV không thể lây qua giao hợp không bao cao su nếu đối tác dương tính HIV có tải lượng virus duy trì ở mức không phát hiện được, cả tình dục đồng giới lẫn khác giới. Con đường lây ngoài tình dục có thể là do người mẹ bị nhiễm truyền HIV cho con trong thai kỳ, do tiếp xúc với máu hoặc dịch âm đạo của mẹ trong lúc sinh nở và thông qua quá trình cho con bú. Trong những dịch cơ thể này, HIV hiện hữu cả ở dạng các hạt virus tự do lẫn virus trong tế bào miễn dịch bị nhiễm.
HIV nhiễm vào các tế bào trọng yếu trong hệ miễn dịch của con người như tế bào T hỗ trợ (đặc biệt là T CD4+), đại thực bào, và tế bào tua. Nhiễm HIV khiến lượng tế bào T CD4+ giảm đi thông qua một số cơ chế, bao gồm tiêu vong (pyroptosis) các tế bào T bị nhiễm, điêu vong (apoptosis) các tế bào không bị nhiễm, virus trực tiếp tiêu diệt các tế bào bị nhiễm, và tế bào T CD8+ tiêu diệt tế bào T CD4+ bị cho là nhiễm. Khi số lượng tế bào T CD4+ giảm xuống dưới mức nguy cấp, miễn dịch qua trung gian tế bào mất đi và cơ thể ngày một trở nên nhạy cảm với nhiễm trùng cơ hội, dẫn đến sự phát triển của AIDS.

### Nguồn gốc

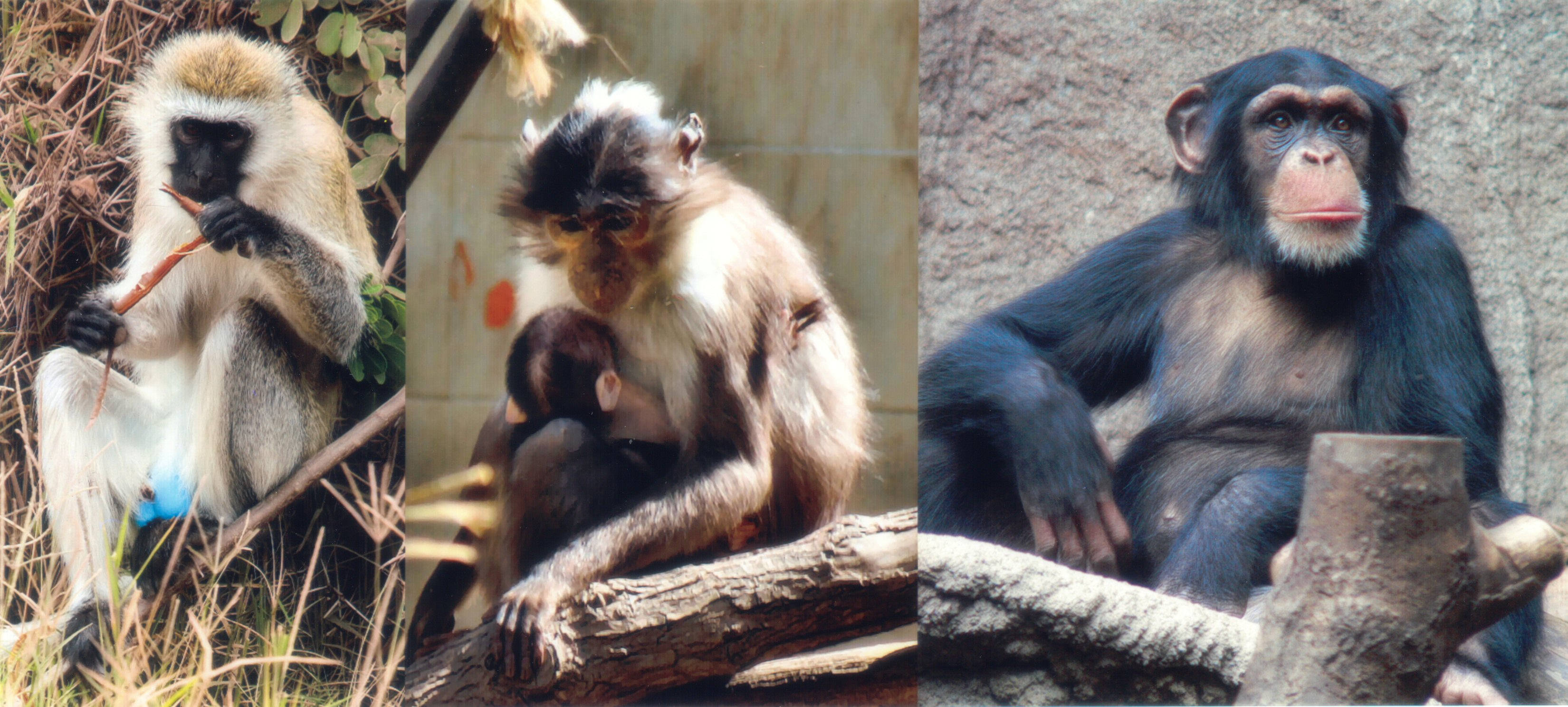
Từ trái sang phải: Chlorocebus-nguồn SIV, khỉ xồm bồ hóng-nguồn HIV-2, và tinh tinh-nguồn HIV-1

#### Kết cấu hình thái

Giản đồ HIV hoàn chỉnh (virion HIV)

### Chu kỳ nhân bản

Chu kỳ nhân bản của HIV

#### Xâm nhập tế bào

Cơ chế xâm nhập của virus: 1. Tương tác khởi động giữa gp120 và CD4. 2. Gp120 biến đổi hình thể cho phép tương tác thứ hai với CCR5. 3. Các đỉnh xa của gp41 gài vào màng tế bào. 4. gp41 biến đổi hình thể đáng kể, gập làm đôi thành bó. Quá trình này kéo màng tế bào và màng virus lại gần nhau rồi dung hợp chúng.

## Chẩn đoán

Đồ thị tổng quát về quan hệ giữa tải lượng HIV và số đếm tế bào CD4 trong quá trình nhiễm HIV không điều trị, diễn biến bệnh có thể khác biệt đáng kể đối với từng người.
Số đếm tế bào T CD4^{+} mỗi mm³ máu
Số bản sao RNA HIV mỗi mL huyết tương

## Lịch sử và hiện trạng